# Махмуд, Наджля
Наджля Махмуд (род. 4 июля 1962, Айн-Шамс, Египет) — вдова пятого президента Египта Мухаммеда Мурси. Наджля отказалась от титула Первой леди, предпочитая называть себя «женой президента» или «Умм Ахмед» (в переводе с арабского: мать Ахмеда).

## Биография
Родилась 4 июля 1962 года в египетском городе Айн-Шамсе (пригород Каира). В 1979 году Наджля вышла замуж за Мухамеда Мурси. Через три дня после заключения их брака Мурси уехал жить в США, с целью получить там докторскую степень в инженерии. В 1980 году Наджля окончила среднюю школу и уехала к мужу в США. Их первые двое детей родились в Штатах. Всего у их пары родилось пятеро детей, также Наджля и Мухаммед имеют трёх внуков.